# Rhododendron chunienii
Rhododendron chunienii är en ljungväxtart som beskrevs av Woon Young Chun och W. P. Fang. Rhododendron chunienii ingår i släktet rododendron, och familjen ljungväxter. Inga underarter finns listade i Catalogue of Life.